# Цундас, Христос
Христос Цундас (1857, Асеновград, Пловдивская область — 9 июня 1934, Афины) — крупный греческий археолог конца XIX века.
Учился в школе Зарифиса в Пловдиве.
В 1886 обнаружил и идентифицировал дворец микенского периода в Тиринфе. Также провёл важные раскопки во дворце в Микенах, проводил исследования археологических памятников в континентальной Греции, где обнаружил и другие памятники элладской культуры (как раннего бронзового века, так и микенского периода).
Также Цундас исследовал погребения на ряде Кикладских островов. В период между 1898 и 1899 гг. в результате своих раскопок пришёл к выводу о существовании отдельной кикладской культуры и ввёл в оборот это обозначение. Также проводил раскопки в Сескло (в 1901—1902 гг.), Айос-Андреасе и Димини.

## Избранные публикации
- Tsountas, Chrestos & Manatt, J. Irving: The Mycenean Age : a study of the monuments and culture of pre-Homeric Greece. London : Macmillan, 1897.
- Tsountas, Chrestos : Ai proistorikai Akropoleis Dimeniou kai Sesklou. Athens 1908.